# Dance Dance Revolution Disney Channel Edition
Dance Dance Revolution Disney Channel Edition es una versión doméstica del juego Dance Dance Revolution lanzada en los Estados Unidos. Fue publicado por Konami el 8 de enero de 2008 para la consola PlayStation 2. A diferencia de otros juegos de la franquicia Dance Dance Revolution, fue desarrollado por la compañía Keen Games y no directamente Konami. Es el cuarto juego de DDR con temática de Disney.

## Juego
El núcleo del juego sigue siendo básicamente el mismo en Disney Channel Edition. Sin embargo, la banda sonora está compuesta principalmente por canciones de la programación de Disney Channel, incluyendo canciones de: Hannah Montana, The Cheetah Girls, High School Musical, That's So Raven, Kim Possible, y The Suite Life of Zack & Cody.

## Lista de canciones

### Hannah Montana
- Nobody's Perfect
- The Best of Both Worlds
- This is the Life
- Who Said
- Rock Star

### High School Musical
- Bop to the Top
- Get'cha Head in the Game
- I Can't Take My Eyes Off You
- We're All in This Together

### Jump In
- It's My Turn Now
- It's On
- Jump To The Rhythm
- Push It To The Limit
- Vertical

### Kim Posible
- Kim Possible Theme Song

### That's So Raven
- That's So Raven Theme Song

### The Cheetah Girls
- Cheetah Sisters
- Girl Power
- Step Up
- The Party's Just Begun

### The Suite Life of Zack & Cody
- The Suite Life of Zack & Cody Theme Song

## Personajes
A diferencia de otros juegos DDR, todos los personajes seleccionables en Disney Channel Edition son de los programas antes mencionados.

### Hannah Montana
1. Hannah Montana
2. Lily Truscott
3. Miley Stewart

### High School Musical
1. Troy Bolton
2. Gabriela Montez

### Kim Possible
1. Kim Possible

### That's So Raven
1. Eddie Thomas
2. Cory Baxter

### The Cheetah Girls
1. Aqua Walker
2. Chanel Simmons
3. Dorinda Thomas

### The Suite Life of Zack & Cody
1. Cody Martins
2. Zack Martins
3. Maddie Fitzpatrick

- London Tipton

### Cory en la Casa Blanca
1. Cory Baxter
2. Newt Livingston
3. Meena Paroom
4. Sophie Martínez

Cada personaje tiene dos apariencias, si bien este sistema se utiliza para alternar entre Miley y Hannah.